# سینه‌سرخ دم‌حنایی
سینه‌سرخ دم‌حنایی (نام علمی: Luscinia sibilans) نام یک گونه از سرده مه‌سراینده‌ها است.